# Tytthus montanus
Tytthus montanus är en insektsart som beskrevs av Carvalho och Southwood 1955. Tytthus montanus ingår i släktet Tytthus och familjen ängsskinnbaggar. Inga underarter finns listade i Catalogue of Life.